# École de Lietsala
L'école de Lietsala (finnois : Lietsalan koulu) est une école  située dans le quartier  de Lietsala à Naantali en Finlande.

## Présentation
L'école Lietsala est une école primaire de six classes et une unité préscolaire à classe unique. 
Au cours de l'année scolaire 2022-2023, l'école compte 170 élèves de l'enseignement préscolaire et primaire, dix enseignants de la petite enfance et de l'enseignement primaire, trois conseillers d'entrée à l'école et une nourice. 
L'école organise des activités le matin et l'après-midi pour les élèves de prmière et deuxième année,.
L'école est à proximité de la route de liaison 1893.

## Équipements
L'école de Lietsala compte une salle de sport, 147 m² , un terrain de basket, un terrain de volley et un terrain de badminton